# Andreja Deak
Andreja Deak, madžarski vojaški zdravnik in general, * 9. maj 1889, † 6. maj 1980.

## Življenjepis
Leta 1919 je postal član Komunistične partije Madžarske. Zaradi zloma madžarske revolucije je sprva pobegnil v Avstrijo, nato pa je leta 1920 prišel v Jugoslavijo. Naslednje leto je bil sprejet v VJK; do aprilske vojne je dosegel čin polkovnika.
Med letoma 1941 in 1944 je bil v madžarski internaciji. Nato se je pridružil NOVJ in postal zdravnik v bolnici Glavnega štaba Vojvodine.
Po vojni je bil poveljnik SOŠ, prvi pomočnik in namestnik VMA,... Leta 1949 je postal član ZKJ.

## Odlikovanja
- Red zaslug za ljudstvo
- Red za vojaške zasluge